# Barbara Schock-Werner
Barbara Schock-Werner (née le 23 juillet 1947 à Louisbourg) est une architecte allemande. Elle a été maîtresse d’œuvre de la cathédrale de Cologne de 1999 à sa retraite en 2012.

## Biographie
Barbara Schock-Werner naît le 23 juillet 1947[réf. souhaitée] à Louisbourg[réf. souhaitée] ou Stuttgart, dans le Bade-Wurtemberg.
Après un apprentissage de dessinateur en bâtiment puis un stage de charpentier et de maçon, elle étudie l’architecture à Stuttgart de 1967 à 1971. 
Au terme de ses études, elle travaille dans un bureau d’architectes orienté vers la protection et la restauration du patrimoine, tout en complétant sa formation en histoire et histoire de l’art à Stuttgart, Vienne et Bonn. Elle enseigne ensuite l’architecture à Stuttgart.
Elle est nommée Kölner Dombaumeisterin (maîtresse d’œuvre de la cathédrale de Cologne) en 1999 ; ce titre est transmis depuis 1248 et désigne les chefs de chantier successifs du monument. Elle est la première femme à ce poste. Durant son mandat, l’architecte supervise notamment la construction de la nouvelle entrée, côté sud, ainsi que la réalisation et l’installation du vitrail de Richter. Elle prend sa retraite en 2012.
Elle s’intéresse alors à la préservation de l’enceinte romaine de la ville, au travers d’une association qu’elle fonde et préside.
En 2019, Schock-Werner est nommée coordinatrice de l’aide allemande à la reconstruction de Notre-Dame de Paris par Monika Grütters. Dans le cadre de cet effort, elle supervise la restauration de quatre vitraux dans les ateliers de la cathédrale de Cologne.
En 2024, elle est nommée présidente du Zentral-Dombau-Verein, l’association qui gère la cathédrale et notamment la récolte de fonds pour sa maintenance.
Elle est veuve de l'historien de l'art Kurt Löcher (de), avec lequel elle a eu deux enfants.

## Publications
- « Ulrich d'Ensingen, maître d’œuvre de la cathédrale de Strasbourg, de l’église paroissiale d’Ulm et de l’église Notre-Dame d’Esslingen », dans Jacques Le Goff, Les Bâtisseurs des cathédrales gothiques, Strasbourg, Les musées de la ville de Strasbourg, 1989, 498 p.
- (de) Die Bauten im Fürstbistum Würzburg unter Julius Echter von Mespelbrunn 1573–1617. Struktur, Organisation, Finanzierung und künstlerische Bewertung, Regensburg, Schnell und Steiner, 2005 (ISBN 978-3-7954-1623-2)
- (de) avec Mario Kramp et Michael Euler-Schmidt, Der kolossale Geselle. Ansichten des Kölner Doms vor 1842 aus dem Bestand des Kölnischen Stadtmuseums, Cologne, Greven, 2011 (ISBN 978-3-7743-0475-8)
- (de) avec Dominik Lengyel et Catherine Toulouse, Die Bauphasen des Kölner Domes und seiner Vorgängerbauten, Cologne, 2011 (ISBN 978-3-922442-68-4)
- (de) Kölner Dom, Greven, 2018, 120 p. (ISBN 3774304912)
- (de) Mein Melaten: Friedhofsführer: 170 faszinierende Gräber und ihre Geschichten, Greven, 2022 (ISBN 3774309434)
- (de) avec Armin Laschet, Zurück im Herzen Europas. Notre-Dame de Paris und die deutsch-französische Freundschaft, Cologne, Greven, 2024 (ISBN 978-3-7743-0976-0)